# Kernascléden
Kernascléden (bretonisch: Kernaskledenn) ist eine französische Gemeinde mit 418 Einwohnern (Stand 1. Januar 2022) im Département Morbihan in der Region Bretagne. Sie gehört zum Gemeindeverband Roi Morvan Communauté.

## Geografie
Kernascléden liegt im Nordwesten des Départements Morbihan im Tal des Scorff und im Umkreis der Kleinstadt Guémené-sur-Scorff. Dieser Landstrich wird traditionell auch als Pays Pourlet bezeichnet. Die Gemeinde gehört zum Pays du Roi Morvan.
Nachbargemeinden sind Berné, Inguiniel, Lignol und Saint-Caradec-Trégomel.
Das bedeutendste Gewässer ist der Étang de Pont Callec, der nur teilweise zu Kernascléden gehört. Weitere Gewässer sind der Fluss Scorff sowie die Bäche Kerustang und Landordu. Zudem gibt es mehrere Teiche und Weiher auf Gemeindegebiet. Bis auf das Waldstück westlich von Kerchopine gibt es keine größeren Waldgebiete.

## Geschichte
Obwohl schon im 15. Jahrhundert die Pfarrkirche Notre-Dame de Kernascléden erbaut wurde, war Kernascléden lange Zeit nur ein Pfarrsprengel der Pfarrei Saint-Caradec-Trégomel. Im Jahr 1908 wurde Kernascléden zu einer eigenständigen Pfarrgemeinde. Seit 1955 ist es auch verwaltungsrechtlich eine Gemeinde.

### Bevölkerungsentwicklung
| Jahr      | 1962 | 1968 | 1975 | 1982 | 1990 | 1999 | 2007 | 2019 |
| Einwohner | 480  | 468  | 468  | 434  | 382  | 353  | 381  | 384  |

## Sehenswürdigkeiten

### Kirche

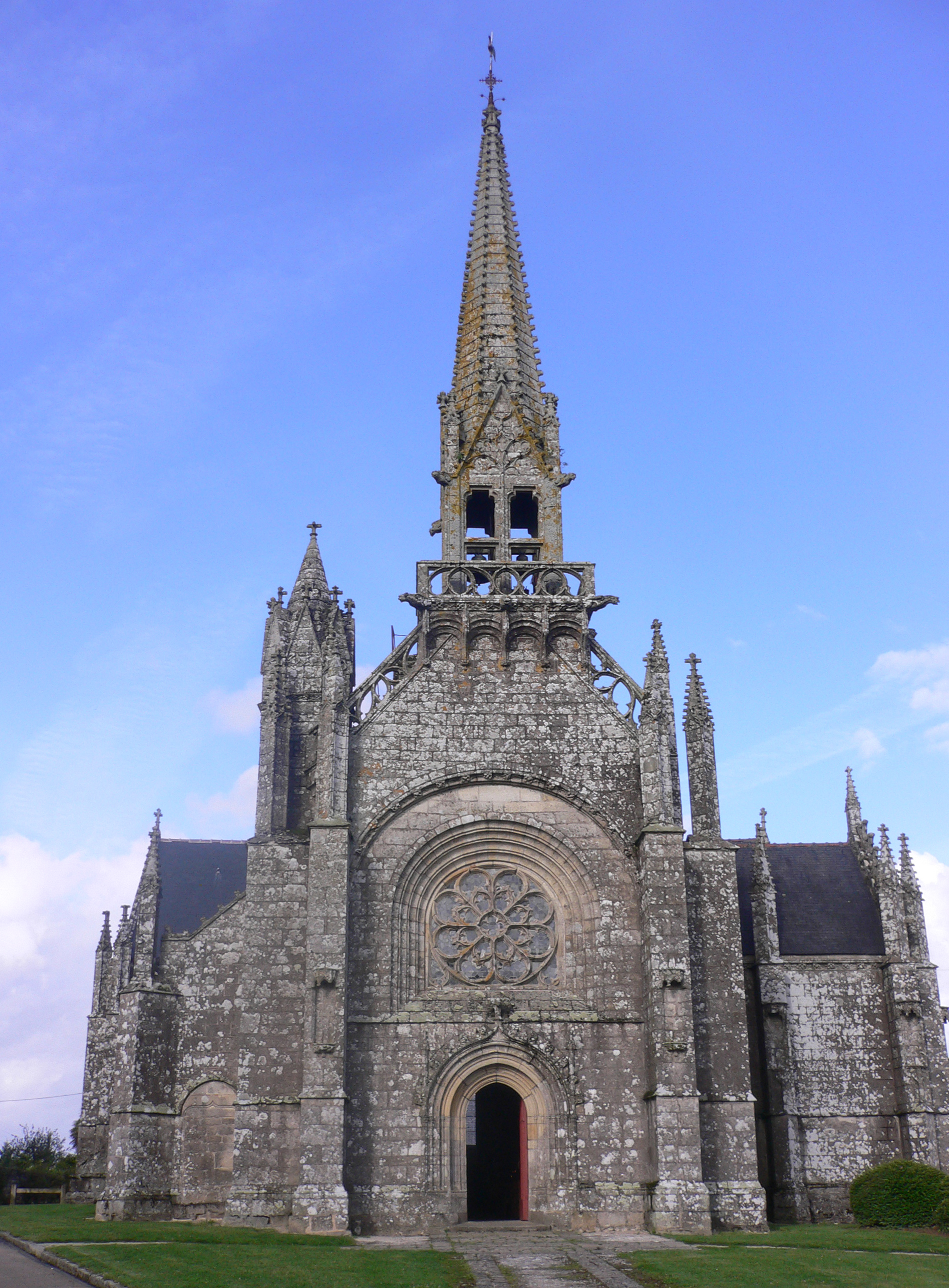
Kirche Notre-Dame

Die Pfarrkirche Notre-Dame wurde in den Jahren 1420–1464  im Stil der Flamboyant-Gotik aus Granit durch das Adelsgeschlecht der Rohan errichtet. Im Jahr 1453 wurde die Kirche geweiht. Sie gilt als eines der bedeutendsten Bauwerke der Gotik in der Bretagne.
Das Chorgewölbe ist durch Kreuzrippen in 24 einzelne, dreieckige Flächen (sog. Zwickel) aufgeteilt. Jeder dieser Zwickel ist mit einem Fresko bemalt, das eine Einzelszene aus dem Leben der Gottesmutter Maria zeigt: Der Freskenzyklus stellt zunächst die Legende von Joachim und Anna dar, dann Verkündigung und Geburt Christi und schließlich Tod und Himmelfahrt der Gottesmutter Maria. Weitere Fresken an den Seitenwänden des Chores erzählen die Leidensgeschichte Christi.
In einer Seitenkapelle findet sich schließlich das Fresko eines Totentanzes, das auf dramatische Weise die Höllenstrafen beschreibt. Dieses Fresko stellt eine Rarität dar, da es in der gesamten Bretagne nur zwei Darstellungen eines Totentanzes gibt.

### Weitere Sehenswürdigkeiten

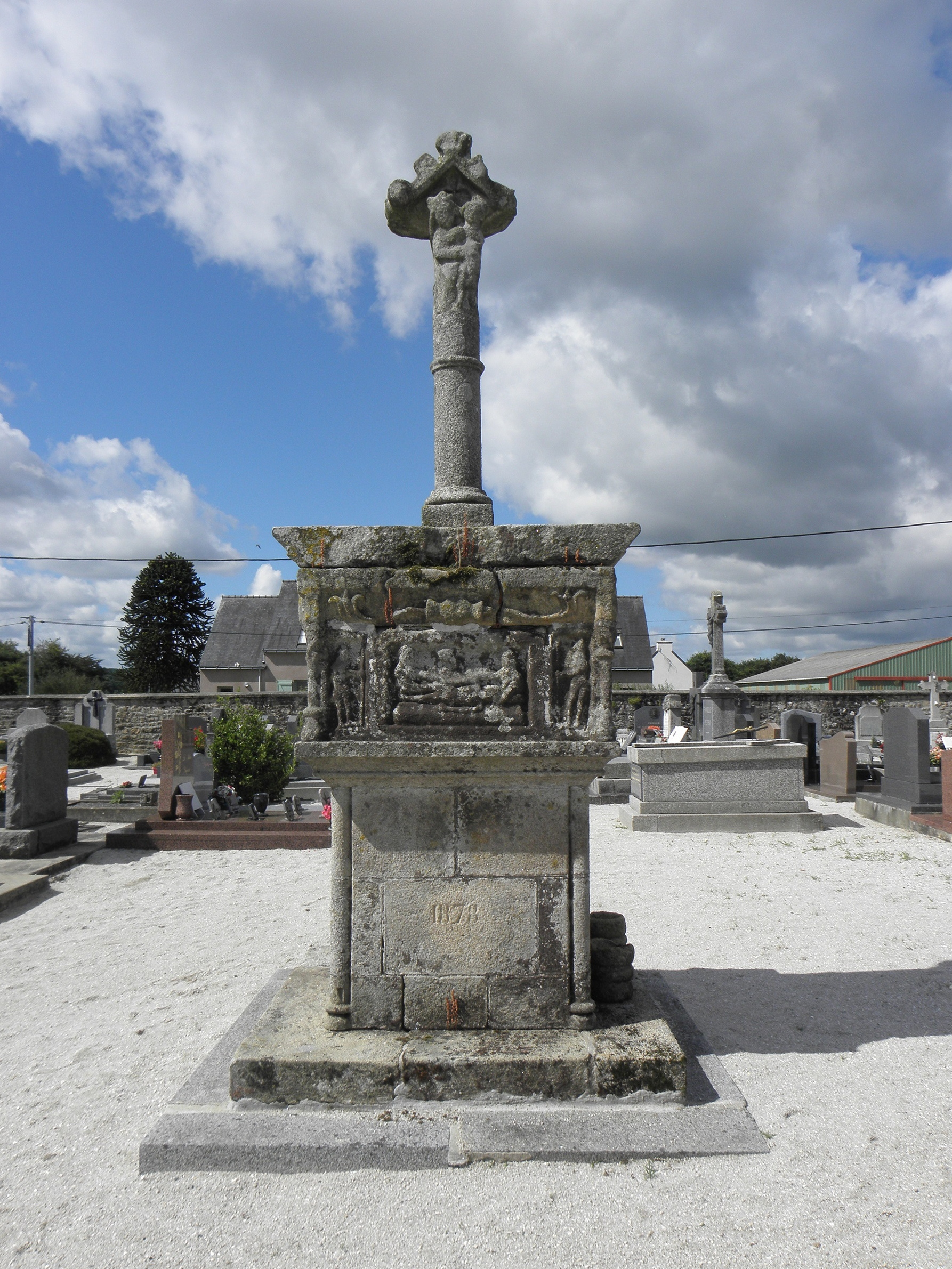
Friedhofskreuz

- Kreuz auf dem Friedhof aus dem 18. Jahrhundert
- mehrere alte Häuser aus dem 18. und 19. Jahrhundert (z. B. Maison Cararic und Maison aux Trois-Cerfs)
- Quellbrunnen Saint-Joseph (1938) und de la Vierge (18. Jahrhundert)
- Ziehbrunnen de la ferme Guegan-Bacou und de la maison Gourod-Manério aus dem 19. Jahrhundert

Quelle:
Siehe auch: Liste der Monuments historiques in Kernascléden